# Rychter (herb szlachecki)
Rychter (Richter) – polski herb szlachecki z nobilitacji.

## Opis herbu
Opis herbu z wykorzystaniem klasycznych zasad blazonowania:
Na tarczy dzielonej skosem złotym, w polu górnym, błękitnym jelenia głowa naturalna z rogami złotymi. W polu dolnym, czarnym trzy róże srebrne.
 Klejnot: rogi jelenie złote o siedmiu rosochach, między którymi gałązka róży z listkami i trzema różami srebrnymi.
 Labry z prawej błękitne, podbite złotem, z lewej czarne, podbite srebrem.

## Najwcześniejsze wzmianki
Nadany Krzysztofowi Richterowi 19 lipca 1569.

## Herbowni
Ponieważ herb Rychter był herbem własnym, prawo do posługiwania się nim przysługuje tylko jednemu rodowi herbownemu:
Richter (Rychter).